# Distretto di Huachis
Il distretto di Huachis è un distretto del Perù nella provincia di Huari (regione di Ancash) con 3.758 abitanti al censimento 2007 dei quali 1.276 urbani e 2.482 rurali.
È stato istituito il 2 gennaio 1857.